# Municipio de Hogback
El municipio de Hogback (en inglés: Hogback Township) es un municipio ubicado en el  condado de Transilvania en el estado estadounidense de Carolina del Norte. En el año 2010 tenía una población de 2.215 habitantes.

## Geografía
El municipio de Hogback se encuentra ubicado en las coordenadas 35°7′31.35″N 82°57′26.5″O / 35.1253750, -82.957361.